# El Dorado Gate
El Dorado Gate (エルドラドゲートシリーズ?) è una serie di videogiochi di ruolo sviluppata da Capcom per Dreamcast. È composta da sette titoli, distribuiti in Giappone tra il 2000 e il 2001 con cadenza bimensile. Il character design è di Yoshitaka Amano.